# Trisha Brown
Trisha Brown (Aberdeen, Washington, 25 de novembre de 1936 - San Antonio, Texas, 18 de març de 2017) va ser una coreògrafa, ballarina estatunidenca i directora artística de la Trisha Brown Company, una de les fundadores del Judson Dance Theatre i del moviment de ball postmodern. Teòrica de la dansa (així com el missatge del Dia Internacional de la Dansa de 2017), va morir el 18 de març de 2017 després d'una llarga malaltia.
Va ser una de les  coreògrafes i ballarines més aclamades i influents del seu temps, i el treball innovador de Trisha Brown va canviar per sempre el paisatge de l'art.

## Obra
- Homemade (1966)
- Man Walking Down the Side of a Building (1970)
- Floor of the Forest (1970)
- Leaning Duets (1970)
- Accumulation (1971)
- Walking on the Wall (1971)
- Roof Piece (1971)
- Primary Accumulation (1972)
- Group Primary Accumulation (1973)
- Structured Pieces II (1974)
- Spiral (1974)
- Locus (1975)
- Structured Pieces III (1975)
- Solo Olos (1976)
- Line Up (1976)
- Spanish Dance' (1976)
- Watermotor (1978)
- Accumulation with Talking plus Watermotor (1978)
- Glacial Decoy (1979)
- Opal Loop (1980)
- Son of Gone Fishin' (1981)
- Set and Reset (1983)
- Lateral Pass (1985)
- Newark (1987)
- Astral Convertible (1989)
- Foray Forêt (1990)
- For M.G.: The Movie (1991)
- One Story as in falling (1992)
- Another Story as in falling (1993)
- If you couldn't see me (1994)
- M.O. (1995)
- Twelve Ton Rose (1996)
- L'Orfeo (1998)
- Winterreise (2002)
- PRESENT TENSE (2003)
- O Zlozony/O Composite (2004)
- How long does the subject linger on the edge of the volume... (2005)
- I love my robots (2007)
- L'Amour au Theatre (2009)
- Pygmalion (2010)